# Franz Mellentin
Franz Mellentin (* 12. November 1919 in Stralendorf; † 20. September 1991) war ein deutscher Politiker (SED). Er war von 1950 bis 1952 Abgeordneter des Landtags von Mecklenburg-Vorpommern und von 1954 bis 1958 Leiter der Abteilung Landwirtschaft des ZK der SED.

## Leben
Mellentin, Sohn eines Kleinbauern und einer Dienstmagd, besuchte die Volksschule und arbeitete als Landarbeiter. Von 1940 bis 1945 musste er Kriegsdienst in der Wehrmacht leisten, zuletzt als Unteroffizier. Das Ende des  Zweiten Weltkriegs erlebte er Anfang Mai 1945 in seinem Geburtsort.
Am 12. Mai 1945 wurde er vom Parchimer Landrat August Hase als Bürgermeister seines Heimatdorfes Stralendorf eingesetzt. Dann arbeitete er als Sachbearbeiter für Erfassung und Aufkauf in Parchim bzw. als Sekretär für  Bodenreform. Er trat 1945 der Kommunistischen Partei Deutschlands (KPD) und der Vereinigung der gegenseitigen Bauernhilfe (VdgB) bei und wurde 1946 Mitglied der Sozialistischen Einheitspartei Deutschlands (SED). Von 1946 bis 1950 fungierte er als Sekretär des VdgB-Kreisvorstandes Parchim. Im Jahr 1950 besuchte er die Landesparteischule Mecklenburg in Wiligrad. Anschließend war er 1950/51 Abteilungsleiter im VdgB-Landesvorstand Mecklenburg. Von 1950 bis 1952 gehörte er mit dem Mandat der VdgB dem Landtag von Mecklenburg-Vorpommern an. Von Februar 1951 bis 1952 war er Sekretär für Landwirtschaft der SED-Landesleitung Mecklenburg. Nach einem Studium von April 1952 bis Juni 1953 an der Parteihochschule der KPdSU in Moskau übernahm er von August 1953 bis 1954 die Funktion eines Sekretärs für Landwirtschaft der SED-Bezirksleitung Halle (Nachfolger von Friedrich Hecht). Wiederum als Nachfolger von Friedrich Hecht war er dann von Oktober 1954 bis März 1958 Leiter der Abteilung Landwirtschaft des ZK der SED. Von April 1958 bis Oktober 1967 war er erneut Sekretär bzw. Leiter des Büros für Landwirtschaft der SED-Bezirksleitung Halle (Nachfolger von Gustav Waschkowitz). Er wurde vom Sekretariat des ZK der SED „wegen seines ideologischen Zurückbleibens und organisatorischen Unvermögens bei der Durchführung der Beschlüsse des ZK“ abgelöst. Mellentin war ab 1958 zeitweise Abgeordneter des  Bezirkstages Halle. Ein Studium der Landtechnik schloss er als Ingenieur für Landtechnik ab. Er wirkte später als Direktor der Ingenieurschule für Agrochemie und Pflanzenschutz in Wettin.

## Auszeichnungen
- 1959 Vaterländischer Verdienstorden in Bronze

## Schriften
- Wie wir angefangen haben. Erinnerungen. Dietz Verlag, Berlin 1985.